# Jaroslav Mihalík
Jaroslav Mihalík, né le 27 juillet 1994 à Spišská Nová Ves, est un footballeur international slovaque. Il évolue au poste de milieu de terrain au Maccabi Petah-Tikva.

## Carrière

### En club
Le 8 août 2013, il inscrit avec le club du MŠK Žilina, un but en Ligue Europa, contre l'équipe croate du HNK Rijeka.
Jaroslav Mihalík rejoint le Slavia Prague pour trois ans et demi lors du mercato d'hiver 2016.

### En équipe nationale
Jaroslav Mihalík joue avec les moins de 17 ans, les moins de 19 ans, et enfin avec les espoirs. Il reçoit 17 sélections avec les espoirs, inscrivant deux buts.

## Statistiques
| Saison                | Club                  | Championnat           | Championnat | Championnat | Coupe(s) nationale(s) | Coupe(s) nationale(s) | Compétition(s) continentale(s) | Compétition(s) continentale(s) | Compétition(s) continentale(s) | Total | Total |
| Saison                | Club                  | Division              | M.          | B.          | M.                    | B.                    | Comp.                          | M.                             | B.                             | M.    | B.    |
| 2011-2012             | MŠK Žilina            | Corgoň Liga           | 5           | 0           | 1                     | 0                     | -                              | -                              | -                              | 6     | 0     |
| 2012-2013             | MŠK Žilina            | Corgoň Liga           | 16          | 1           | 2                     | 0                     | -                              | -                              | -                              | 18    | 1     |
| 2013-2014             | MŠK Žilina            | Corgoň Liga           | 31          | 3           | 3                     | 0                     | C3                             | 6                              | 1                              | 40    | 4     |
| 2014-2015             | MŠK Žilina            | Fortuna Liga          | 32          | 12          | 2                     | 0                     | -                              | -                              | -                              | 34    | 12    |
| 2015-2016             | MŠK Žilina            | Fortuna Liga          | 18          | 6           | 2                     | 0                     | C3                             | 8                              | 0                              | 28    | 6     |
| Sous-total            | Sous-total            | Sous-total            | 102         | 22          | 10                    | 0                     | -                              | 14                             | 1                              | 126   | 23    |
| 2015-2016             | Slavia Prague         | Synot liga            | 11          | 1           | -                     | -                     | -                              | -                              | -                              | 11    | 1     |
| 2016-2017             | Slavia Prague         | ePojisteni.cz liga    | 9           | 1           | 2                     | 1                     | C3                             | 5                              | 0                              | 16    | 2     |
| Sous-total            | Sous-total            | Sous-total            | 20          | 2           | 2                     | 1                     | -                              | 5                              | 0                              | 27    | 3     |
| Total sur la carrière | Total sur la carrière | Total sur la carrière | 122         | 24          | 12                    | 1                     | -                              | 19                             | 1                              | 153   | 26    |

## Palmarès
- championnat de Slovaquie en 2011-2012 avec le MŠK Žilina.
- Championnat de Tchéquie en 2017